# Borsa Italiana
A Borsa Italiana é a principal bolsa de valores da Itália. Sua sede está localizada em Milão. Foi privatizada em 1997 e adquirida pela London Stock Exchange Group plc em 2007, posteriormente vendida para Euronext.